# Limeil-Brévannes
Limeil-Brévannes är en kommun i departementet Val-de-Marne i regionen Île-de-France i norra Frankrike. Kommunen ligger i kantonen Boissy-Saint-Léger som tillhör arrondissementet Créteil. År 2022 hade Limeil-Brévannes 27 806 invånare.

## Befolkningsutveckling
Antalet invånare i kommunen Limeil-Brévannes
| Referens: INSEE |